# Gongronema gaudichaudii
Gongronema gaudichaudii är en oleanderväxtart som beskrevs av Otto Warburg. Gongronema gaudichaudii ingår i släktet Gongronema och familjen oleanderväxter. Inga underarter finns listade i Catalogue of Life.